# Três Barras do Paraná
Três Barras do Paraná ist ein brasilianisches Munizip im Westen des Bundesstaats Paraná. Es hat 11.135 Einwohner (2022), die sich Tribarrenser nennen. Seine Fläche beträgt 506 km². Es liegt 551 Meter über dem Meeresspiegel.

## Etymologie
Ursprünglich hieß die Siedlung, aus der Três Barras do Paraná hervorging, Encruzo (deutsch: Kreuzung). Mit der Erhebung zum Distrikt von Catanduvas erhielt sie den heutigen Namen. Er leitet sich davon ab, dass die Stadt an einer Stelle gegründet wurde, an der drei Quellflüsse zusammenfließen, die den Côrrego Três Barras (deutsch: Drei-Wehre-Bach) bilden.

## Geschichte

### Besiedlung
Die Geschichte der Siedlung Três Barras do Paraná ist eng mit der von Catanduvas verbunden. Ab den 1940er Jahren gab es einen starken Migrationsstrom in den Westen Paranás. Wegen der fruchtbaren Böden und zum Zweck der Nutzung des wertvollen Holzes kamen insbesondere Familien aus Rio Grande do Sul und Santa Catarina. Dies trug dazu bei, dass die menschenleeren Räume besiedelt und die Landwirtschaft entwickelt wurden.
Das Land gehörte der brasilianischen Bundesregierung. Es wurde von Landbesetzern ohne verbrieftes Eigentum (portugiesisch: Posseiros) besetzt, was in den 1960er Jahren zu einem schweren Konflikt um die Legalisierung der Besitzverhältnisse führte.

### Erhebung zum Munizip
Três Barras do Paraná wurde durch das Staatsgesetz Nr. 7305 vom 13. Mai 1980 aus Catanduvas ausgegliedert und in den Rang eines Munizips erhoben. Es wurde am 1. Februar 1983 als Munizip installiert.

## Geografie

### Fläche und Lage
Três Barras do Paraná liegt auf dem Terceiro Planalto Paranaense (der Dritten oder Guarapuava-Hochebene von Paraná). Seine Fläche beträgt 506 km². Es liegt auf einer Höhe von 551 Metern.

### Vegetation
Das Biom von Três Barras do Paraná ist Mata Atlântica.

### Klima
Das Klima ist gemäßigt warm. Es werden hohe Niederschlagsmengen verzeichnet (1.888 mm pro Jahr). Im Jahresdurchschnitt liegt die Temperatur bei 20,7 °C. Die Klimaklassifikation nach Köppen und Geiger lautet Cfa.

### Gewässer
Três Barras do Paraná liegt im Einzugsgebiet des Rio Iguaçu. Dieser bildet die südliche Grenze des Munizips. Die westliche Grenze folgt dem Verlauf des rechten Iguaçu-Nebenflusses Rio Tormenta. Die östliche Grenze folgt dem Verlauf des Rio Guarani, der ebenfalls dem Iguaçu von rechts zufließt.

### Straßen
Três Barras do Paraná ist über die PR-484 mit Capitão Leônidas Marques im Südwesten und Quedas do Iguaçu im Osten verbunden. Über die PR-471 kommt man im Südwesten über die Iguaçu-Fähre nach Nova Prata do Iguaçu.

### Nachbarmunizipien
| Cascavel               | Catanduvas                                  |                    |
| Boa Vista da Aparecida | Kompassrose, die auf Nachbargemeinden zeigt | Quedas do Iguaçu   |
| Nova Prata do Iguaçu   | Boa Esperança do Iguaçu                     | Cruzeiro do Iguaçu |

## Stadtverwaltung
Bürgermeister: Gerso Francisco Gusso, PL (2021–2024)
Vizebürgermeister: Nerceu de Souza, PL (2021–2024)

## Demografie

### Bevölkerungsentwicklung
| Jahr | Einwohner | Stadt | Land |
| ---- | --------- | ----- | ---- |
| 1991 | 14.982    | 27 %  | 73 % |
| 2000 | 11.822    | 42 %  | 58 % |
| 2010 | 11.824    | 52 %  | 48 % |
| 2022 | 11.135    |       |      |

Quelle: IBGE (2011) und Volkszählung 2022

### Ethnische Zusammensetzung
| Gruppe * | 1991    | 2000    | 2010    | wer sich als …                                                                   |
| --- | ------- | ------- | ------- | -------------------------------------------------------------------------------- |
| Weiße | 78,4 %  | 79,1 %  | 76,7 %  | weiß bezeichnet                                                                  |
| Schwarze | 1,5 %   | 5,3 %   | 2,1 %   | schwarz bezeichnet                                                               |
| Gelbe | 0,3 %   | 0,0 %   | 0,0 %   | von fernöstlicher Herkunft wie japanisch, chinesisch, koreanisch etc. bezeichnet |
| Braune | 19,8 %  | 15,1 %  | 21,3 %  | braun oder als Mischung aus mehreren Gruppen bezeichnet                          |
| Indigene | 0,1 %   | 0,2 %   | 0,0 %   | Ureinwohner oder Indio bezeichnet                                                |
| ohne Angabe | 0,0 %   | 0,3 %   | 0,0 %   |                                                                                  |
| Gesamt | 100,0 % | 100,0 % | 100,0 % |                                                                                  |
| *) Das IBGE verwendet für Volkszählungen ausschließlich diese fünf Gruppen. Es verzichtet bewusst auf Erläuterungen. Die Zugehörigkeit wird vom Einwohner selbst festgelegt. |         |         |         |                                                                                  |

Quelle: IBGE (Stand: 1991, 2000 und 2010)

## Wirtschaft

### Kennzahlen
Mit einem Bruttoinlandsprodukt pro Einwohner von 27.064,98 R$ bzw. rund 6.000 € lag Três Barras do Paraná 2019 auf dem 225. Platz im zweituntersten Viertel der 399 Munizipien Paranás.
Sein mittelhoher Index der menschlichen Entwicklung von 0,681 (2010) setzte es auf den 295. Platz ebenfalls im dritten Viertel der paranaischen Munizipien.